# Erika von Brockdorff
La comtesse Erika von Brockdorff, née le 29 avril 1911 à Kolberg en Poméranie (aujourd'hui Kołobrzeg en Pologne) et morte décapitée à la prison de Plötzensee de Berlin le 13 mai 1943, est une résistante allemande au nazisme, membre de l'Orchestre rouge.

## Biographie

### Avant-guerre
Erika Schönfeldt est née le 29 avril 1911 à Kolberg. Après avoir obtenu son abitur, elle fréquente une école ménagère, puis s'installe à Berlin en 1929. Elle y travaille d'abord comme employée de maison, puis projectionniste et, après une formation complémentaire en sténographie, travaille comme secrétaire,. En 1937, elle épouse l'artiste plasticien Cay von Brockdorff (en)(1915-1999). Leur fille Saskia naît la même année.

### La résistance
Ils rejoignent le cercle d'opposants au régime nazi créé par l'acteur Wilhelm Schürmann-Horster (en) et que fréquentent aussi Hans Coppi, Karl Böhme et Wolfgang Thiess (de). 
Après le déclenchement de la Seconde Guerre mondiale, Cay von Brockdorff est incorporé.   
En 1941, Erika von Brockdorff obtient avec Elisabeth Schumacher un poste au Reichsarbeitsdienst, le Ministère du travail.    
Après l’attaque allemande contre l’Union soviétique le 22 juin 1941, les activités du groupe de résistance sous la direction de Hans Coppi s’intensifient. Le cercle appartient au mouvement de résistance qui sera plus tard désigné par les nazis sous le nom d'Orchestre Rouge. Celui-ci réunit différents cercles de résistance sous la direction de Harro Schulze-Boysen et d’Arvid Harnack.   
À la fin de l'année 1941, Hans Coppi cache une radio au domicile du couple von Brockdorff, dans l'intention de la réparer. Durant l'été 1942, Erika von Brockdorff aide le parachutiste allemand Albert Hößler (de), le cache chez elle et l'aide à entrer en contact avec les Soviétiques.   
Le 31 août 1942, la plupart des membres du groupe de résistance sont arrêtés, parmi lesquels Mildred Harnack. 

### Arrestation et condamnation
Erika von Brockdorff n'est arrêtée que le 16 septembre 1942 et, après des mois d'isolement dans la prison de police d'Alexanderplatz, emmenée à la prison pour femmes de Berlin-Charlottenbourg. L'accusation est portée par Manfred Roeder (de). Il l'accuse d'avoir agi par dépendance sexuelle à l'égard de l'opérateur radio soviétique infiltré et non par motivation politique. Cependant, Erika von Brockdorff revendique sa motivation politique et se moque de lui. Quand il lui ordonne de cesser de rire, elle répond « pas tant que je te verrai » puis « Même sur l'échafaud, je rirai ».
Erika von Brockdorff est condamnée par la Cour martiale du Reich  à 10 ans de prison le 19 décembre pour avoir caché une radio. Mildred Harnack est condamnée à dix ans de prison et les hommes du groupe à la peine de mort,.
Apprenant cette sentence qu'ils considèrent comme trop légère, Adolf Hitler et Wilhelm Keitel font casser le procès. Un nouveau procès a lieu en janvier 1943. La motivation politique d'Erika von Brockdorff est désormais reconnue et on ne parle plus de complicité mais de trahison. Pour sa défense elle prétend que la radio ne fonctionnait pas, mais le juge rejette l'argument.
Erika von Brockdorff est condamnée à la peine de mort,. 

### Exécution
Comme elle l'avait dit au tribunal, elle monte à l'échafaud, le rire aux lèvres, provoquant l'horreur du bourreau et de ses assistants. 
Durant ses derniers mois de détention, elle partage la cellule d'Elfriede Paul qui la décrit comme une femme très drôle et vivante. « Je veux finir ma vie en riant, tout comme j'ai aimé et aime toujours la vie lorsque je ris. [...] Ma vie n'a pris de sens et de contenu que grâce à toi. [...] Je suis posée et très calme. » écrit-elle dans la lettre d'adieu à son mari du 13 mai 1943. 
Elle est décapitée par guillotine le 13 mai 1943 à la prison de Plötzensee. Le même jour, douze hommes du groupe de résistance et d'espionnage Orchestre rouge sont guillotinés.
Après l'exécution, son corps est remis à l'anatomiste Hermann Stieve, qui utilise les cadavres des personnes exécutées pour ses recherches sur les ovaires et sur le système reproducteur féminin. Les restes des victimes retrouvés tardivement dans l'hôpital La Charité de Berlin, sont identifiées à partir de 2016 et inhumées lors d'une cérémonie œcuménique au Cimetière de Dorotheenstadt à Berlin le 13 mai 2019.
Après la guerre, Manfred Roeder prétend avoir tenté de sauver la vie des deux femmes, Mildred Harnack et Erika von Brockdorff. De fait, toutes deux ont d'abord été condamnées à des peines de prison avant qu'un deuxième jugement ne les condamne à mort.

### Famille
Cay von Brockdorff, arrêté en 1942 sur le front de l'Est, est condamné à quatre ans de prison pour "préparation à une haute trahison". Il purge sa peine dans un bataillon disciplinaire de la Wehrmacht. Il est fait prisonnier par les Britanniques puis libéré en 1946. Il se remarie avec Eva Lippold (de) et devient après la Seconde Guerre mondiale un haut responsable culturel de la République démocratique allemande,.
Leur fille, Saskia von Brockdorff (de) ne reçoit la lettre d'adieu que lui a adressée sa mère que 63 ans plus tard, après la réunification de l'Allemagne,.

## Hommages
- Des rues sont renommées en son honneur dont une à Leipzig[13] et une à Korschenbroich[14].
- Elle reçoit l'Ordre de la Guerre patriotique à titre posthume en 1969[15].
- En mai 2006, un Stolperstein à son nom, est apposé à Berln-Friedenau, Wilhelmshöher Strasse 17[10]
- En mai 2011, le parvis de la gare de Berlin Südkreuz prend son nom[10].
- Une maison d'enfants à Zinnowitz porte son nom depuis 1952[16]
- Une sculpture de Fritz Cremer à Brême est érigée en 1984, avec l'inscription « Je dédie cette figure à mes amis exécutés du groupe Schulze-Boysen-Harnack ainsi que Walter Husemann, Elisabeth et Kurt Schumacher, Erika von Brockdorff et Willy Schürmann »[17]

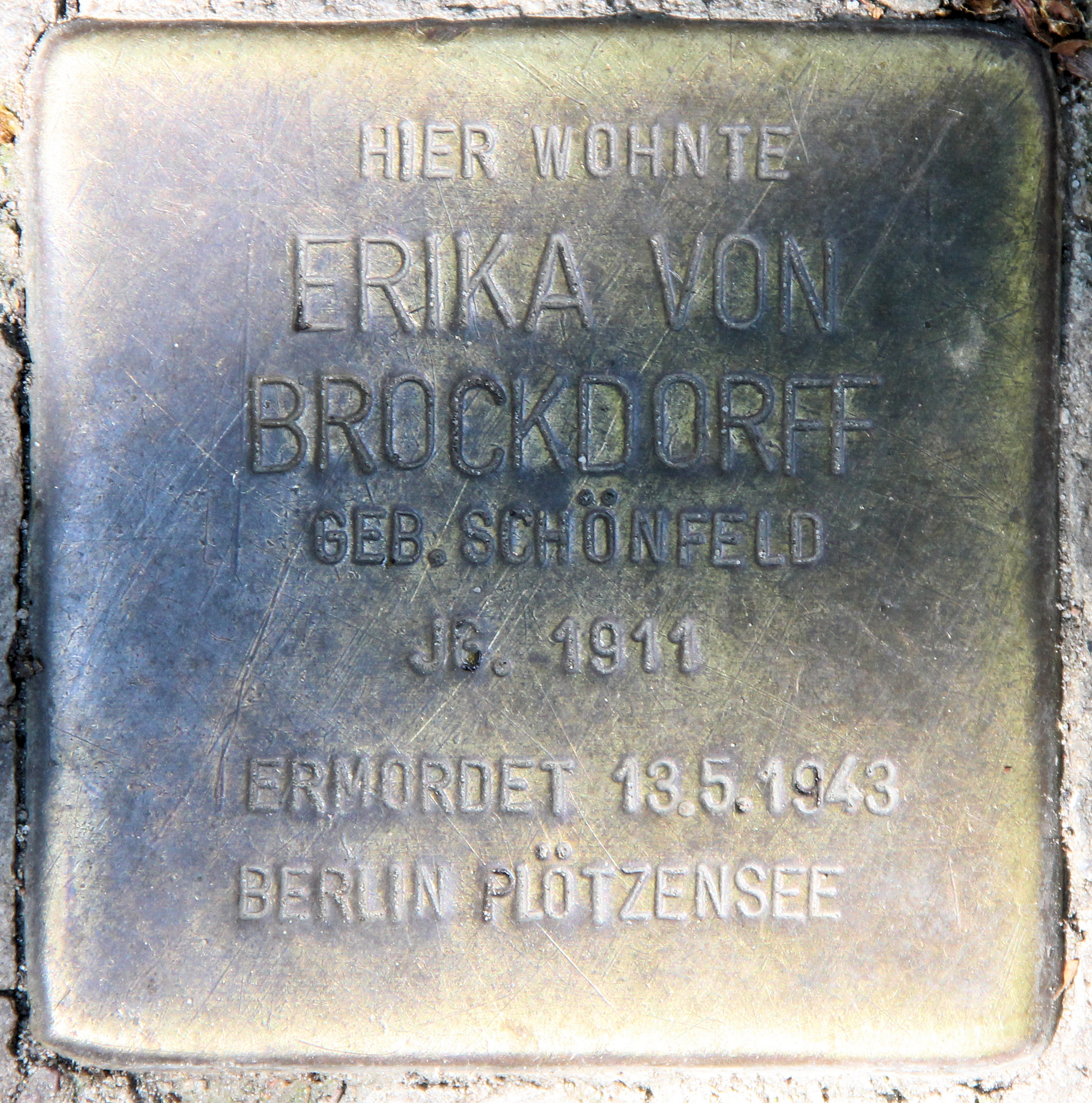
Stolpersteine située au niveau du 17 Wilhelmshöher Strasse à Berlin-Friedenau.
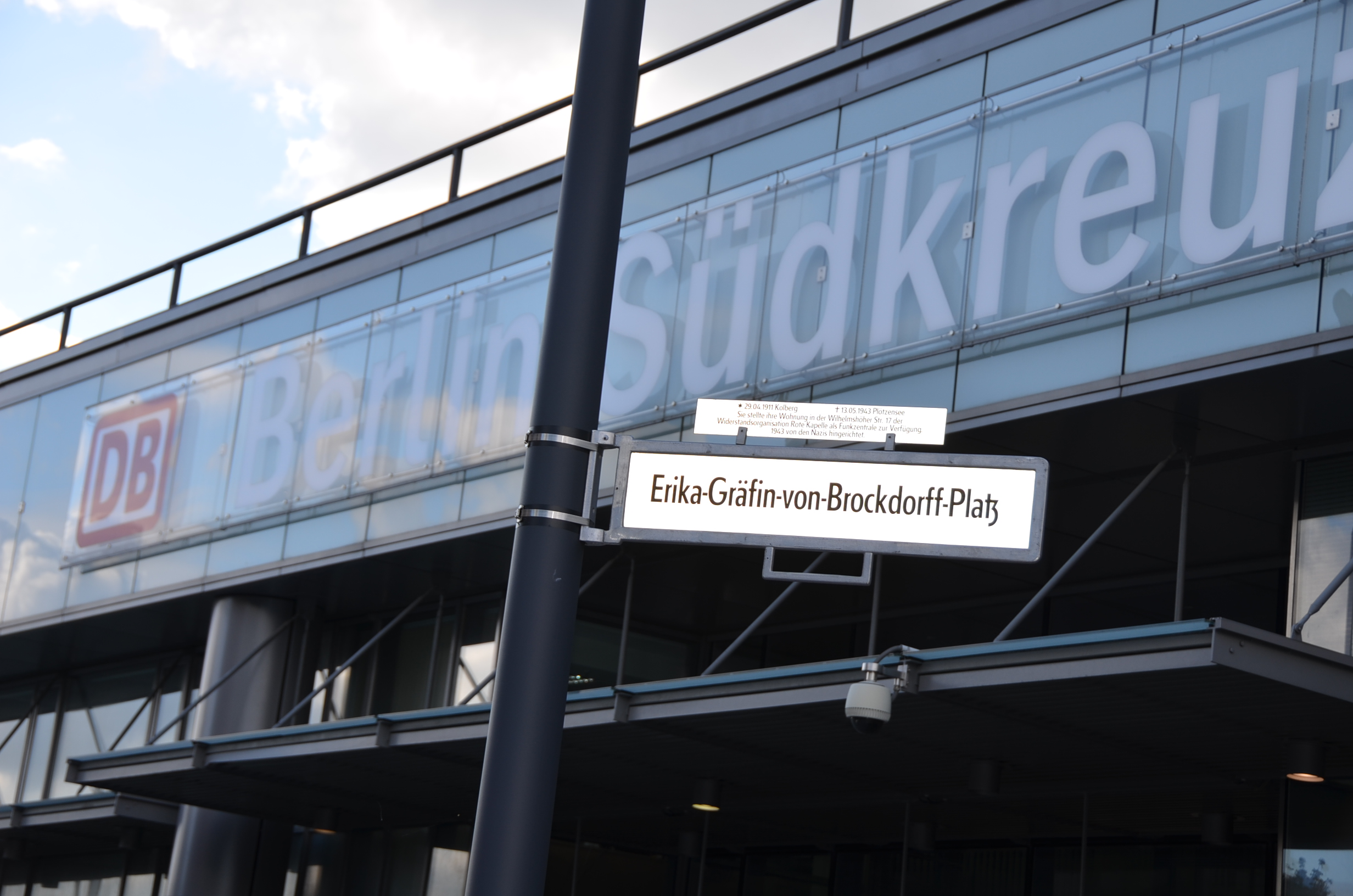
Parvis de la gare de Berlin Südkreuz renommé en son honneur.
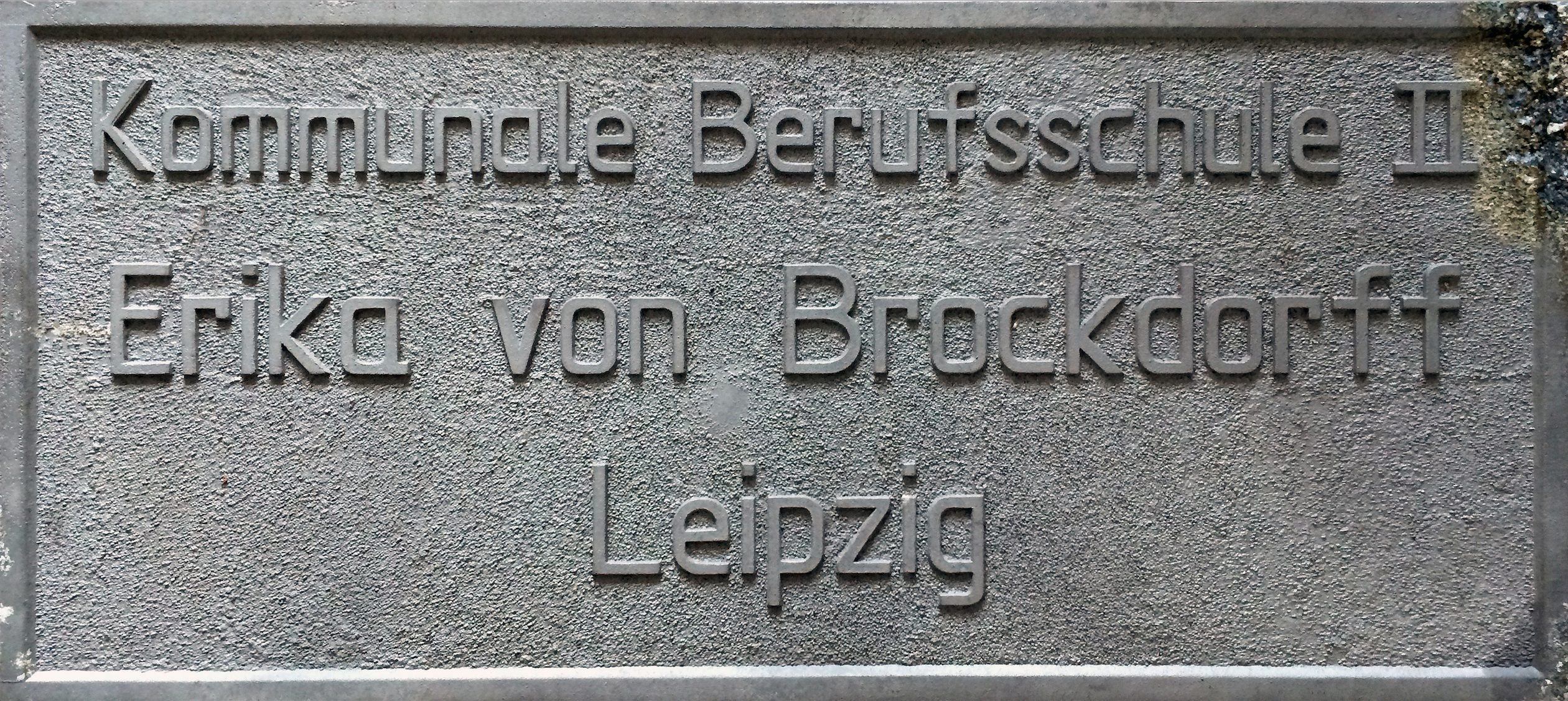
Plaque de l'école communale professionnelle Erika von Brockdorff à Leipzig.

## Filmographie
- 39/45 : Les Résistantes allemandes, film documentaire de Barbara Necek, 2021[18]
- Hinrichtung der Mutter, témoignage vidéo de Saskia von Brockdorff, voir sur Zeit Zeugen Portal